# PQ-12靶機
Fleetwings PQ-12(公司名稱Model 36)是一款由Fleetwings為美國海軍陸戰隊於1940年代製造的載人靶機。

## 發展
PQ-12是一款單引擎單翼飛機，採用萊康明O-435-56缸風冷水平對置活塞發動機。該機有一個固定的前輪起落架、雙垂直尾翼和一個開放式駕駛艙，駕駛艙內除駕駛外，也可放入500磅（225公斤）炸彈。最初的原型機被取消，但Fleetings隨後推出一種改進型，並生產8架供測試。儘管海軍陸戰隊已下訂40架的訂單，但隨後該訂單被取消。

## 型號
XPQ-12
原型機，未建造
XPQ-12A
修改過的原型機，共1架
YPQ-12A
測試與評估用，共8架
PQ-12A
量產版本，共40架訂單，但並未建造出來